# Helena Tattermuschová
Helena Tattermuschová (* 28. Januar 1933 in Prag, Tschechoslowakei; † 6. Juli 2025 ebenda) war eine tschechoslowakische Opernsängerin (Sopran).

## Leben
Helena Tattermuschová wurde im Prager Stadtteil Libeň geboren. Sie sang im Schulchor der Prager Škola Na Korábě und erhielt ihren ersten Gesangsunterricht vom Leiter des Schulchors, Václav Matoušek. Sie studierte von 1948 bis 1953 Gesang am Prager Konservatorium bei der Mezzosopranistin Vlasta Linhartová (1920–2001) und setzte ihre Studien von 1953 bis 1954 an der Fakultät für Musik und Tanz der Prager Akademie für Darstellende Kunst bei der Sopranistin Jaromíra Tomášková (1892–1957) fort. Von 1950 bis 1954 trat sie im Kunstensemble der Karls-Universität auf. Noch während ihres Studiums sang sie im Juni 1953 im Smetana-Theater die Rolle der Magd Barce in der Oper Der Kuß von Bedřich Smetana. Im Juli 1953 trat sie dort als Küchenjunge (Kuchtík) in Rusalka und Esmeralda in Die verkaufte Braut auf. 1954 gewann sie beim Internationalen Musikwettbewerb „Prager Frühling“ den Zweiten Preis im Gesangswettbewerb.
Ihr offizielles Bühnendebüt gab sie in der Spielzeit 1954/55 als Musetta in La Bohème am Zdeněk-Nejedlý-Theater des Opernhauses von Mährisch Ostrau (Národní divadlo moravskoslezské), wo sie ab September 1954 engagiert war. Während ihres dortigen Engagements wurde sie sehr von dem Musiker, Dirigenten und Regisseur Rudolf Vašata (1911–1982) gefördert. Sie erarbeitete sich an diesem Opernhaus insgesamt 14 Rollen, hauptsächlich aus dem Fachbereich des Koloratursoprans und der Koloratursoubrette, und sang dort u. a. die Konstanze in Die Entführung aus dem Serail, die Olympia in Hoffmanns Erzählungen, die Titelrolle in La Traviata, die Nanetta in Falstaff und die Ludiše in Die Brandenburger in Böhmen.
Im Juli 1956 wurde sie an das Nationaltheater Prag berufen, an dem sie bis zu ihrem Bühnenabschied im Mai 1991 mehr als 30 Jahre eine „große Karriere“ hatte. Sie sang auf der Bühne eine Vielfalt von Partien, vor allem Rollen in Opern von Smetana, Leoš Janáček, Wolfgang Amadeus Mozart, Giacomo Puccini und Richard Strauss. Sie trat u. a. als Blonde in Die Entführung aus dem Serail, als Susanna in Le nozze di Figaro, als Zerlina in Don Giovanni, als Papagena in Die Zauberflöte, als Rosina in Der Barbier von Sevilla, als Gilda in Rigoletto, als Oscar in Un ballo in maschera und als Sophie in Der Rosenkavalier auf. Im tschechischen Repertoire sang sie u. a. die Titelrolle in Das schlaue Füchslein, die Blazenka in Das Geheimnis, die Karolina in Zwei Witwen, die Jitka in Dalibor, die Terinka in Der Jakobiner und die Krista in Die Sache Makropulos.
Im Verlauf ihrer Karriere übernahm Tattermuschová auch einige Partien für lyrischen Koloratursopran und auch lyrische Rollen, so u. a. die Titelrolle in La Traviata, die Cio-Cio-San in Madama Butterfly, die Lauretta in Gianni Schicchi, die Liù in Turandot und die Micaëla in Carmen.
Sie gastierte am Théâtre de la Monnaie in Brüssel, in Gent, Amsterdam, Bordeaux, Neapel, Venedig, an der Staatsoper Sofia, am Nationaltheater Warschau, am Teatro Liceu in Barcelona und, jeweils im Rahmen von Gastspielen der Prager Nationaloper, mehrfach beim Edinburgh Festival. Hier wirkte sie u. a. 1964 als Euphemia Bochkova in Ján Cikkers Oper Auferstehung und 1970 in der englischen Erstaufführung von Janáceks Die Ausflüge des Herrn Brouček mit. 1974 gastierte sie am Mährisch-Schlesische Nationaltheater (Národní divadlo moravskoslezské) in Ostrava als Terinka in einer Neuproduktion der Oper Der Jakobiner.
Tattermuschová nahm zahlreiche Opernproduktionen für das Fernsehen auf (so u. a. Rusalka, Die Ausflüge des Herrn Brouček, Die schöne Galathée und Rekviem za kouzelnou flétnu von Václav Kašlík) und machte über achtzig Aufnahmen für den Tschechoslowakischen Rundfunk. Sie nahm auch mehrere vollständige Opern für die Schallplatte auf. Ihre Aufnahmen erschienen bei Supraphon (Orpheus und Eurydike von Gluck, Trionfi von Carl Orff, Die Sache Makropoulos [als Krista], Das schlaue Füchslein und Aus einem Totenhaus [als Aljeja] von Leoš Janáček), EMI/Electrola (als Jano in Jenůfa) und auf Eurodisc (Titelrolle in Das schlaue Füchslein von Leoš Janáček).
In den späteren Jahren ihrer aktiven Gesangslaufbahn war sie von 1977 bis 1991 als Gesangslehrerin am Prager Konservatorium tätig. 2012 erhielt sie den Thalia-Preis für ihr Lebenswerk. Die Nationaloper Prag würdigte Tattermuschová anlässlich ihres 90. Geburtstags mit den Worten: „Neben ihrer sicheren Gesangstechnik und ihrem natürlichen Schauspiel verlieh sie ihren Rollen weiblichen Charme und Humor.“
Helena Tattermuschová starb am 6. Juli 2025 im Alter von 92 Jahren in Prag.